# Aqua Teen Hunger Force
Aqua Teen Hunger Force (även känt som ATHF) är en amerikansk animerad TV-serie som visas på Cartoon Network som en del av Adult Swim, eller Teletoon i Kanada. Det är en av fyra spin-offs av Adult Swims Space Ghost Coast to Coast (Cartoon Planet, The Brak Show och Harvey Birdman, Attorney at Law är de andra tre). 2007 kom ATHF-filmen Aqua Teen Hunger Force Colon Movie Film for Theaters, filmen visades på 877 utvalda biografer över hela USA.
Serien handlar om äventyren med tre antropomorfa snabbmatsföremål och deras granne i en förort till New Jersey. Den ursprungliga tanken om att gruppen skulle lösa brott övergavs tidigt i showen. (I avsnittet "Robositter" nämner Frylock för Master Shake att Hunger Force "inte upptäckt något brott på tre år.") Avsnitten handlar vanligtvis om karaktärerna besöks av en mängd märkliga monster och utomjordingar. Serien innehåller mycket surrealistisk och ofta morbid humor. Den ursprungliga strukturerade handlingen överges ofta på grund av huvudkaraktärerna. Lite kontinuitet föreligger mellan avsnitten: karaktärer kan ofta dö i ett avsnitt, sedan visa sig vara vid liv i nästa. Sedan dess premiär har serien utvecklat en stor kultstatus.

## Karaktärer
- Master Shake
- Meatwad
- Frylock
- Carl Brutananadilewski